# Det lömska nätet (film)
Irene Huss - Det lömska nätet är en svensk thriller från 2011. Det är den andra filmen i den andra omgången med filmer om kriminalkommissarie Irene Huss.

## Handling
Ett vittne ser hur en flicka blir överfallen och indragen i en skåpbil. Trots stora resurser hittas flickan mördad, grovt sexuellt utnyttjad. Irene Huss leder utredningen, men det finns små spår att gå efter, tills ytterligare en flicka mördas på samma grova sätt. Då inser Irene att de har att göra med en mycket farlig brottsling.

## Rollista (urval)
Återkommande:
- Angela Kovács - Irene Huss
- Reuben Sallmander - Krister Huss
- Mikaela Knapp - Jenny Huss
- Felicia Löwerdahl - Katarina Huss
- Lars Brandeby - Sven Andersson
- Dag Malmberg - Jonny Blom
- Anki Lidén - Yvonne Stridner
- Moa Gammel - Elin Nordenskiöld
- Eric Ericson - Fredrik Stridh

I detta avsnitt:
- André Sjöberg - Konduktören
- Ann Lundgren - Mormor Gerda
- Esther Fälemark - Moa Olsson
- Jill Ung - Kicki Olsson
- Andrea Ung Malmberg - Alexandra Hallwiin
- Lars G Svensson - Jan Hallwiin
- Tone Helly-Hansen - Marina Hallwiin
- Johanna Karlberg - Lina Lindskog
- Melissa Mjöberg - Emma Lindskog
- Lars Bethke - Sandström
- Inga Didong Harrie - Margot Asplund
- Ylva Olaison - Cykelbud
- Maria Nilsson Havrell - Bettan Hansson
- Tind Soneby - My Björkman
- Tomas Köhler - Hackern